# امامزاده بابا پیرمحمودجابرانصاری
امامزاده بابا پیرمحمودجابرانصاری مربوط به دوران‌های تاریخی پس از اسلام است و در شهرستان اصفهان، روستای کیچی واقع شده و این اثر در تاریخ ۱۸ شهریور ۱۳۷۷ با شمارهٔ ثبت ۲۱۰۵ به‌عنوان یکی از آثار ملی ایران به ثبت رسیده‌است.